# Norris-Riff
Das Norris-Riff (norwegisch Norrisrevet) ist ein Felsenriff nahe der Westküste der Bouvetinsel im Südatlantik. Es liegt 800 m südwestlich des Kap Circoncision.
Die erste Kartierung nahmen 1898 Teilnehmer der Valdivia-Expedition (1898–1899) unter der Leitung des deutschen Zoologen Carl Chun vor. Eine weitere Kartierung erfolgte im Dezember 1927 bei der Forschungsfahrt der Norvegia unter Kapitän Harald Horntvedt (1879–1946). Hornvedt benannte das Riff nach dem britischen Robbenfängerkapitän George Norris, der die Bouvetinsel 1825 mit den Schiffen Sprightly und Lively angesteuert hatte.